# Walter Günzel
Walter Günzel (ur. 29 czerwca 1909 w Łodzi, zm. 21 stycznia 1981 w Rellingen koło Hamburga) – niemiecki dziennikarz związany z „Die Welt” i działacz mniejszości niemieckiej w Polsce.

## Życiorys
Był synem rzeźbiarza i dekoratora. Ukończył naukę w Niemieckim Gimnazjum Reformowanym w Łodzi, studia na Wydziale Filozoficznym Uniwersytetu Berlińskiego oraz na Wydziale Dziennikarskim Uniwersytetu Lipskiego (1933). Po studiach powrócił do Łodzi, gdzie współpracował z gazetami. W latach 1934–1935 był kierownikiem Partii Młodoniemieckiej w Łodzi i w środkowej Polsce. We wrześniu 1935 został mianowany kierownikiem prasy i propagndy w oddziale partii w Poznaniu, jednocześnie pełnił funkcję redaktora naczelnego „Völkischer Anzeiger”. W późniejszym czasie był redaktorem poznańskiego organu Partii Młodoniemieckiej „Deutsche Nachrichten” w Poznaniu i „Der Aufbruch” w Katowicach. Od 1939 był dziennikarzem i kierownikiem niemieckiego Urzędu Kultury i kierownikiem Wydziału Propagandy NSDAP w Bydgoszczy.
W latach 50. XX w. był kierownikiem berlińskiej redakcji „Hessischer Rundfunk”, a od 1959 redaktorem „Die Welt” i ekspertem do spraw polskich. Ponadto tłumaczył i publikował w „Die Welt” artykuły zamieszczane w paryskiej „Kulturze”. Uczestniczył w niemiecko-polskich sympozjonach w Lindenfels, był publicystą Das Ostpreußenblatt.

## Publikacje
- Die nationale Arbeit der polnischen Presse in Westpreussen und Posen zur Zeit der Kanzlerschaft Bülows 1900-1909, Łódź 1933.
- Polen / Walter Günzel, Verl. f. Literatur u. Zeitgeschehen: Hannower 1963.